# Бесконечное произведение
В математике для последовательности чисел {\displaystyle a_{1},a_{2},a_{3},\dots } бесконечное произведение

{\displaystyle \prod _{n=1}^{\infty }a_{n}=a_{1}a_{2}a_{3}\dots }
определяется как предел частичных произведений {\displaystyle a_{1}a_{2}\dots a_{n}} при {\displaystyle n\to \infty }.  Произведение называется сходящимся, когда предел существует и не равен нулю. Иначе произведение называется расходящимся.  Случай, в котором предел равен нулю, рассматривается отдельно, для получения результатов, аналогичных результатам для бесконечных сумм.
Если все числа {\displaystyle a_{1},a_{2},a_{3},\dots } положительны, то можно применить операцию логарифмирования. Тогда исследование сходимости бесконечного произведения сводится к исследованию сходимости числового ряда.

## Сходимость
Если произведение сходится, тогда необходимо выполняется предельное равенство {\displaystyle \lim _{n\to \infty }a_{n}=1}. Следовательно, логарифм {\displaystyle \ln a_{n}} определён для всех {\displaystyle n}, за исключением конечного числа значений, присутствие которых не влияет на сходимость. Исключая из последовательности {\displaystyle \{a_{n}\}} это конечное число членов, получим равенство:
{\displaystyle \ln \prod _{n=1}^{\infty }a_{n}=\sum _{n=1}^{\infty }\ln a_{n},}
в котором сходимость бесконечной суммы в правой части равносильна сходимости бесконечного произведения в левой. Это позволяет переформулировать критерий сходимости бесконечных сумм в критерий сходимости бесконечных произведений. Для произведений, таких, что для любого {\displaystyle n} {\displaystyle a_{n}\geqslant 1}, обозначим {\displaystyle p_{n}=a_{n}-1}, тогда {\displaystyle a_{n}=p_{n}+1} и {\displaystyle p_{n}\geqslant 0}, откуда следует неравенство:
{\displaystyle 1+\sum _{n=1}^{N}p_{n}\leqslant \prod _{n=1}^{N}\left(1+p_{n}\right)\leqslant \exp \left(\sum _{n=1}^{N}p_{n}\right)}
которое показывает, что бесконечное произведение {\displaystyle \prod _{n=1}^{\infty }a_{n}} сходится тогда и только тогда, когда сходится бесконечная сумма {\displaystyle \sum _{n=1}^{\infty }p_{n}}.

## Примеры
Известные примеры бесконечных произведений, формулы для числа {\displaystyle \pi }, открытые соответственно Франсуа Виетом и Джоном Валлисом:
{\displaystyle {\frac {2}{\pi }}={\frac {\sqrt {2}}{2}}\cdot {\frac {\sqrt {2+{\sqrt {2}}}}{2}}\cdot {\frac {\sqrt {2+{\sqrt {2+{\sqrt {2}}}}}}{2}}\cdots };
{\displaystyle {\frac {\pi }{2}}={\frac {2}{1}}\cdot {\frac {2}{3}}\cdot {\frac {4}{3}}\cdot {\frac {4}{5}}\cdot {\frac {6}{5}}\cdot {\frac {6}{7}}\cdot {\frac {8}{7}}\cdot {\frac {8}{9}}\cdots =\prod _{n=1}^{\infty }\left({\frac {4n^{2}}{4n^{2}-1}}\right)}.
Тождество Эйлера для дзета-функции
{\displaystyle \zeta (x)={\frac {1}{1-2^{-x}}}\cdot {\frac {1}{1-3^{-x}}}\cdot {\frac {1}{1-5^{-x}}}\cdot {\frac {1}{1-7^{-x}}}\cdots =\prod _{p}{\frac {1}{1-p^{-x}}}} ,
где произведение берётся по всем простым числам {\displaystyle \displaystyle p}. Это произведение сходится при {\displaystyle x>1}.

## Представление функции в виде бесконечного произведения
В комплексном анализе известно, что синус и косинус могут быть разложены в бесконечное произведение многочленов
{\displaystyle \sin \pi z=\pi z\prod _{n=1}^{\infty }\left(1-{\frac {z^{2}}{n^{2}}}\right)}
{\displaystyle \cos \pi z=\prod _{n=0}^{\infty }\left(1-{\frac {4z^{2}}{(2n+1)^{2}}}\right)}
Эти разложения являются следствием общей теоремы о том, что любая целая функция {\displaystyle f}, имеющая не более чем счётное количество нулей {\displaystyle \{0\}\cup \{a_{n}\}\to \infty }, где точка 0 — нуль порядка {\displaystyle \lambda }, может быть представлена в виде бесконечного произведения вида
{\displaystyle f(z)=z^{\lambda }e^{h(z)}\prod _{1}^{\infty }\left(1-{\frac {z}{a_{n}}}\right)\exp \left({\frac {z}{a_{n}}}+{\frac {1}{2}}\left({\frac {z}{a_{n}}}\right)^{2}+\dots +{\frac {1}{p_{n}}}\left({\frac {z}{a_{n}}}\right)^{p_{n}}\right)},
где {\displaystyle h} — некоторая целая функция, а неотрицательные целые числа {\displaystyle p_{n}} подобраны таким образом, чтобы ряд {\displaystyle \sum _{1}^{\infty }\left({\frac {z}{a_{n}}}\right)^{p_{n}+1}} сходился.
При {\displaystyle p_{n}=0} соответственная множителю номер {\displaystyle n} экспонента опускается (считается равной {\displaystyle \exp(0)=1}).